# Басівка (Курська область)
Басівка (рос. Басовка) — присілок в Фатезькому районі Курської області Російської Федерації.
Населення становить 161 особу. Входить до складу муніципального утворення Русановська сільрада.

## Історія
Населений пункт розташований на території українського етнічного та культурного краю Східна Слобожанщина.
Від 2004 року входить до складу муніципального утворення Русановська сільрада.

## Населення
| 1979 | 2002 | 2010 |
| ---- | ---- | ---- |
| 135  | ↗152 | ↗161 |